# Смайлай, Измир
Измир Смайлай (алб. Izmir Smajlaj, род. 29 марта 1993 года) — албанский легкоатлет, специализирующийся в прыжке в длину. Чемпион Европы в помещении 2017 года. Участник летних Олимпийских игр 2016 года. Шестикратный чемпион Албании (2013—2015, 2017). Двукратный чемпион Балкан в помещении (2017, 2018).

## Биография
Начал выступать на международной арене в 2012 году. В 2016 году на своей дебютной Олимпиаде в Рио занял в квалификации 21 место.

## Основные результаты
| Год  | Соревнования                 | Место проведения         | Результат | Высота |
| ---- | ---------------------------- | ------------------------ | --------- | ------ |
| 2012 | Чемпионат мира среди юниоров | Барселона, Испания       | —         | NM     |
| 2013 | Чемпионат мира               | Москва, Россия           | 24 (q)    | 7,55 м |
| 2014 | Чемпионат Европы             | Цюрих, Швейцария         | 22 (q)    | 7,56 м |
| 2015 | Европейские игры             | Баку, Азербайджан        | 2         | 7,52 м |
| 2016 | Чемпионат Европы             | Амстердам, Нидерланды    | 9         | 7,75 м |
| 2016 | Олимпийские игры             | Рио-де-Жанейро, Бразилия | 21 (q)    | 7,72 м |
| 2017 | Чемпионат Европы в помещении | Белград, Сербия          | 1         | 8,08 м |
| 2018 | Средиземноморские игры       | Таррагона, Испания       | 4         | 7,85 м |
| 2018 | Чемпионат Европы             | Берлин, Германия         | 10        | 7,83 м |